# Exoticorum Libri Decem

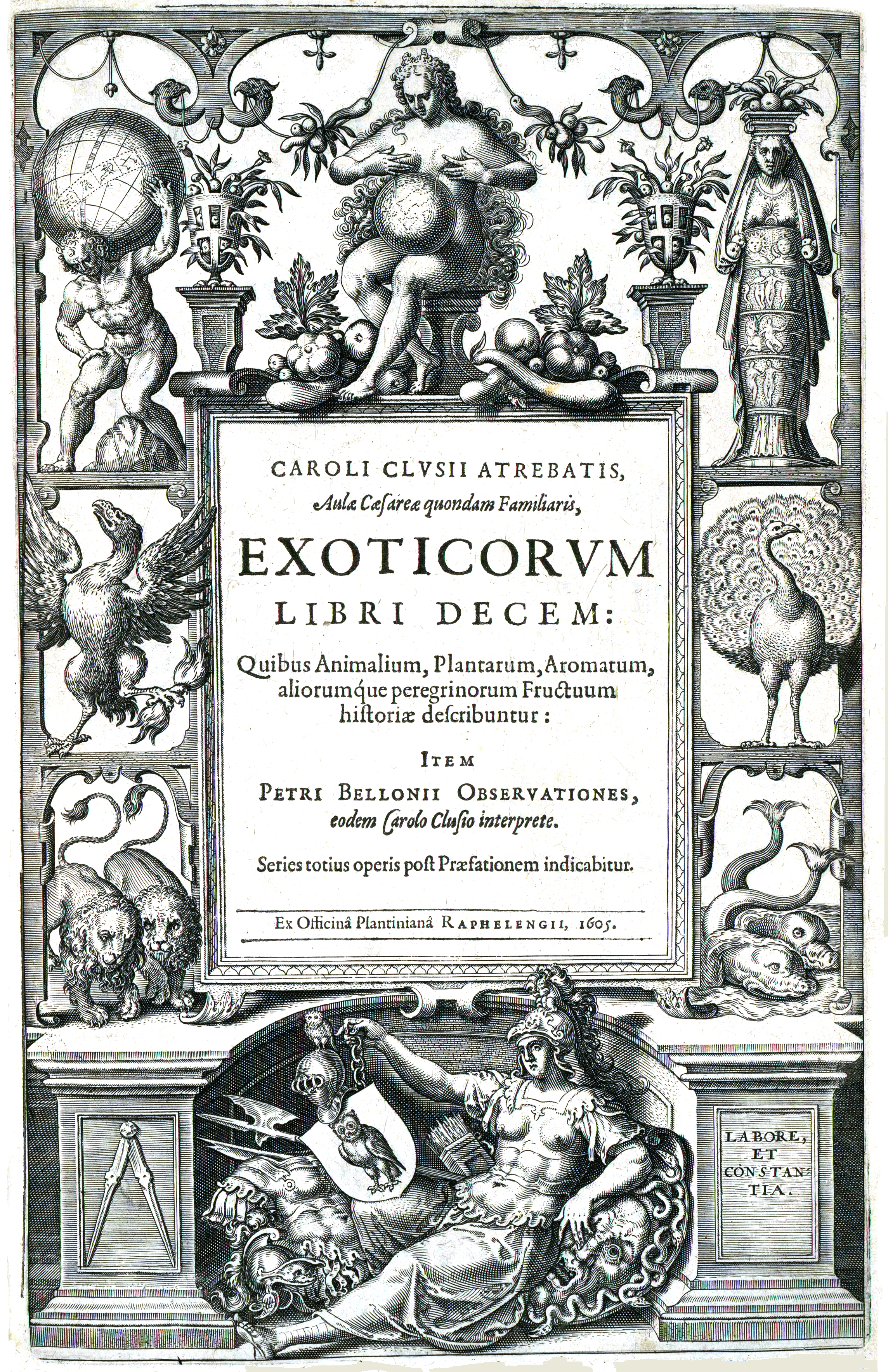

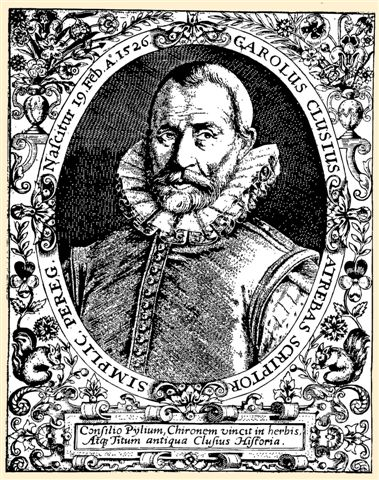
Carolus Clusius

Exoticorum libri decem ("Diez libros de formas de vida exóticas") es un compendio ilustrado zoológico y botánico de América, fue publicado en Leiden en 1605 por Charles de l'Écluse.
En la portada el nombre del autor aparece en su famosa forma latina Carolus Clusius. El título completo es: Exoticorum libri decem, quibus animalium, plantarum, aromatum, aliorumque peregrinorum fructuum historiae describuntur ("Diez libros de exotismo: la historia y usos de los animales, las plantas aromáticas y otros productos naturales de tierras lejanas").
Clusius no sólo fue un biólogo original, sino también un notable lingüista. Él es bien conocido como traductor y editor de las obras de los demás. Exoticorum libri decem consiste en parte de sus propios descubrimientos, en parte, de traducir versiones editadas de las publicaciones anteriores, siempre describió correctamente, y con muchas ilustraciones nuevas. Por otra parte identificable dentro de este compendio se pueden encontrar traducciones al latín, con sus propias notas, de:
- Garcia de Orta, Colóquios dos simples e drogas he cousas medicinais da Índia (1563)
- Nicolás Monardes, Historia medicinal de las cosas que se traen de nuestras Indias Occidentales (1565–1574)
- Cristóbal Acosta, Tractado de las drogas y medicinas de las Indias orientales (1578)

También hay material de Prospero Alpini (Prosper Alpinus) con notas de Clusius. Como un apéndice separado y paginado de la traducción al latín (primero publicado en 1589) de:
- Pierre Belon, Observaciones (1553)